# Top Gear Rally
 (août 2017).
Si vous disposez d'ouvrages ou d'articles de référence ou si vous connaissez des sites web de qualité traitant du thème abordé ici, merci de compléter l'article en donnant les références utiles à sa vérifiabilité et en les liant à la section « Notes et références ».
Top Gear Rally est un jeu de rallye développé pour la Nintendo 64, la Game Boy Color et la Game Boy Advance. 

## Système de jeu
Top Gear Rally est composé de 6 pistes. Une des caractéristiques du jeu correspond au fait que le joueur peut personnaliser sa voiture (paint shop). Bien que le nom du jeu reste le même, les développeurs ont changé le contenu du jeu selon les consoles. En conséquence, les jeux sont très différents selon les plates-formes, mais ils ont des caractéristiques similaires tout comme le paint shop.
Le jeu est caractérisé par des modèles physiques réalistes avec le fonctionnement des suspensions, un nouveau développement de gameplay pour le temps. Les graphismes sont très avancés pour l'époque de la sortie du jeu, mais la résultante d'une telle prouesse consiste en un ralentissement du jeu lors de l'affichage de plus de 3 voitures à l'écran. Cependant, un avantage à cela est qu'ils pouvaient utiliser les dégâts subis sur la voiture (bien que les dégâts n'affectaient pas la performance). Kemco/Boss Games n'ayant pas obtenu les licences pour utiliser les vrais noms des voitures, ceux-ci sont quelque peu déguisés dans le jeu. Cette version de Top Gear Rally a été déclinée sur PC sous le nom de Boss Rally.

## Bande-son
La version de la Nintendo 64 possède une bande sonore électronique de type XM composée par Barry Leitch, le même artiste que les versions de Top Gear sorties sur Super Nintendo.

## Accueil
- Eurogamer : 5/10[2]
- Jeuxvideo.com : 16/20[3]